# Stade de France (métro de Paris)
Stade de France est une station en construction de la ligne 15 du métro de Paris. Initialement incluse dans le contrat de construction de la ligne 16, la station est la seule de la section est de la ligne 15 en construction en 2022.

## Caractéristiques
La station devrait ouvrir à l'horizon 2031. Elle sera implantée au sud et le long de l'actuelle gare de La Plaine - Stade de France. Ses quais seront à une profondeur de −20 m. La conception de la station est confiée en 2016 à l'agence d'architecture bordas+peiro.

## Construction
Les travaux de construction de la boite souterraine de la station sont attribués à un groupement constitué d’Eiffage Génie Civil, en qualité de mandataire et de Razel Bec, Eiffage Rail, TSO et TSO Caténaires en tant que cotraitants.
La construction de la station a débuté en juillet 2020 avec la réalisation des murs souterrains verticaux, jusqu'en mai 2021. Ensuite, ont été mis en place les piliers pré-fondés visant à soutenir les futurs niveaux souterrains de la station. Fin 2021 la dalle de couverture est en construction. Le creusement de la station à l’abri de cette dalle sera effectué courant 2022.
Courant 2022, la station est traversée par le tunnelier Sarah provenant du puits Agnès à Aubervilliers en direction de l'ouvrage Finot à Saint-Ouen.